# Robert Bail
Robert Bail (* 24. Oktober 1823 in Glogau; † 21. Juli 1870 ebenda) war ein schlesischer Eisenbahndirektor und Politiker.

## Leben
Robert Bail besuchte das Gymnasium in Glogau und die Berliner Bauakademie. Von 1849 bis 1857 war er bei verschiedenen Eisenbahnbauten beschäftigt und wurde dann Betriebsdirektor der Niederschlesischen Zweigbahn-Gesellschaft in Glogau. Während des Deutschen Kriegs war er 1866 technischer Chef der Feldeisenbahn-Abteilung der preußischen Main-Armee.
Von 1867 bis zu seinem Tod war er Abgeordneter des Wahlkreises Liegnitz 3 (Glogau) im Reichstag des Norddeutschen Bundes. Hierdurch war er gleichzeitig auch Mitglied des Zollparlaments. Er gehörte der Nationalliberalen Partei an.